# Позагалактична астрономія
Позагалакти́чна астроно́мія — розділ астрономії, який вивчає об'єкти та їх системи поза межами Чумацького Шляху. Досліджується склад систем, відстані до них, їх розміри, маса, будова, рух та інші властивості. Вивчення просторового розподілу виявляє великомасштабну структуру Всесвіту.
У дослідженнях просторового розподілу галактик та їх еволюції, реліктового випромінювання позагалактична астрономія взаємодіє з космологією.
Як окрема галузь позагалактична астрономія почала розвиватися в 1920-х роках XX століття після того, як К. Лундмарку вдалося розкласти на окремі зорі зовнішню частину туманності M33. Першими позагалактичними об'єктами, які було ідентифіковано Едвіном Хабблом, стали цефеїди Магелланових Хмар. Тоді стало зрозуміло, що до таких об'єктів дуже далеко. До Другої світової війни дослідження галактик здійснювалося лише у видимому діапазоні. Технологічний розвиток дозволив спостерігати позагалактичні об'єкти на всіх ділянках електромагнітного спектра. Завдяки цьому й підвищенню чутливості телескопів та інших інструментів на додаток до зір і туманностей Галактики сьогодні можна спостерігати такі явища, як активні ядра галактик, газ і пил у міжгалактичному просторі, реліктове випромінювання, гравітаційні хвилі.
Звичайна міра позагалактичних відстаней — мегапарсек (Мпк), дорівнює 1 млн. парсек. Найближчі галактики — Магелланові Хмари — перебувають на відстані близько 0,05 Мпк.
Відстані до віддалених об'єктів вимірюють в одиницях червоного зсуву (z).